# Scutia pauciflora
Scutia pauciflora är en brakvedsväxtart som först beskrevs av José Mariano Mociño, Amp; Sesse och Dc., och fick sitt nu gällande namn av George Don jr. Scutia pauciflora ingår i släktet Scutia och familjen brakvedsväxter. Inga underarter finns listade i Catalogue of Life.